# Vanessa Angel
Vanessa Madeline Angel (* 10. listopadu 1966 v Londýně v Anglii) je anglická modelka a herečka.

## Kariéra
Svojí první filmovou roli ztvárnila v americké komedii Špióni jako my v roce 1985.
V roce 2000 hrála ve třech epizodách seriálu Hvězdná brána. Hrála zde roli Anise, archeoložku Tok'rů, jejíž hostitelka se jmenuje Freya. Poprvé se objevila ve čtvrté sezóně v epizoda Odkaz Ataniků. Dále se objevila ve dvou epizodách: Na rozcestí a Rozděl a panuj.
Původně také byla obsazena Robertem G. Tappertem do role Xeny, hlavní hrdinky seriálu Xena: Princezna bojovnice, krátce před natáčením ovšem vážně onemocněla a proto nemohla odcestovat na Nový Zéland, kde celý seriál vznikl. Role poté byla přidělena novozélandské herečce Lucy Lawless.